# ريبيكا ألين (كرة سلة)
ريبيكا ألين (بالإنجليزية: Rebecca Allen)‏ مواليد 6 نوفمبر 1992 في وانجارتا، أستراليا، هي لاعبة كرة سلة أسترالية. بدأت مسيرتها الاحترافية في سنة 2015. تلعب مع نيويورك ليبرتي في دوري الاتحاد الوطني لكرة السلة النسائية. وتحمل الرقم 9. يبلغ طولها 6 قدم 2 بوصة (1.9 م). حققت المركز الثالث في كأس العالم لكرة السلة للسيدات 2014.

## المسيرة الاحترافية
لعبت مع ملبورن بومرز من سنة 2012 إلى 2015، ثم لعبت مع نيويورك ليبرتي في سنة 2015، ثم لعبت مع غود أنجيلز كوشيتسه في سنة 2016.

## الميداليات
| الميدالية | المسابقة                           |
| --------- | ---------------------------------- |
| برونزية   | كأس العالم لكرة السلة للسيدات 2014 |

## روابط خارجية
- ريبيكا ألين على موقع الاتحاد الدولي لكرة السلة (الإنجليزية)
- ريبيكا ألين على موقع الاتحاد الوطني لكرة السلة النسائية (الإنجليزية)
- ريبيكا ألين على موقع كرة السلة الأوروبية.كوم (الإنجليزية)
- ريبيكا ألين على موقع بروبوليرز (الإنجليزية)
- ريبيكا ألين على موقع سبورتس رفرنس (الإنجليزية)
- ريبيكا ألين على موقع سبورتس رفرنس (الإنجليزية)
- ريبيكا ألين على موقع اللجنة الأولمبية الدولية (الإنجليزية)
- ريبيكا ألين على موقع أوليمبيديا (الإنجليزية)
- ريبيكا ألين على موقع اللجنة الأولمبية الأسترالية (الإنجليزية)